# Idioma protoyutoazteca
El idioma protoyutoazteca es el hipotético ancestro común de las lenguas yutoaztecas. La mayor parte de especialistas en historia de estas lenguas suelen situar el Urheimat del protoyutoazteca en la región fronteriza entre Estados Unidos y México, concretamente en las regiones de las tierras altas de Arizona y Nuevo México y en las zonas adyacentes de los estados mexicanos de Sonora y Chihuahua, que corresponden aproximadamente al actual desierto de Sonora y a la parte occidental del desierto de Chihuahua. El protoyutoazteca habría sido hablado por los cazadores-recolectores del mesolítico en Aridoamérica, hace unos 4500 o 5000 años.

## Aspectos históricos y culturales

### Región de origen
Las reconstrucciones del vocabulario botánico proporcionan pistas sobre el nicho ecológico habitado por los protoyutoaztecas. Fowler situó el centro del protoyutoazteca en el centro de Arizona, con dialectos del norte que se extendían hacia Nevada y el desierto de Mojave y dialectos del sur que se extendían hacia el sur a través del corredor tepimano hacia México. La región de origen del subgrupo númico se ha situado en el sur de California, cerca del valle de la Muerte, y la región de origen del grupo yutoazteca meridional se ha situado en la costa de Sonora.
Una propuesta contraria sugirió que la región originaria del protoyutoazteca estuvo mucho más al sur; fue publicada en 2001 por Jane H. Hill, basada en su reconstrucción del vocabulario relacionado con el maíz en el protoyutoazteca. Según esta propuesta, los supuestos hablantes del protoyutoazteca eran cultivadores de maíz en Mesoamérica, que se habrían desplazado gradualmente hacia el norte, trayendo consigo el cultivo del maíz, durante el período de hace aproximadamente 4.500 a 3.000 años. La difusión geográfica de los hablantes correspondió a la ruptura de la unidad lingüística. Esta propuesta ha sido criticada por varios motivos, y no tienen aceptación general por parte de los especialistas en lenguas yutoaztecas.. Utilizando métodos filogenéticos computacionales, Wheeler & Whiteley (2014) también han sugerido una región de origien meridional para el protoyutoazteca en o cerca de la zona ocupada por el idioma cora y algunos grupos nahuas. El náhuatl forma la división cadística más basal en el filograma yutoazteca de Wheeler & Whiteley (2014). Un estudio del vocabulario relacionado con la agricultura realizado por Merrill (2012) encontró que el vocabulario agrícola puede reconstruirse solo para el yutoazteca meridional. Eso apoya la conclusión de que la comunidad de habla protoyutoazteca más al norte no practicaba la agricultura, sino que la adoptó sólo después de entrar en Mesoamérica desde el norte.
Una propuesta posterior de 2014, de David L. Shaul, presenta pruebas que sugieren el contacto entre el protoyutoazteca y las lenguas del centro de California, como la esselen y las lenguas yokuts. Eso lleva a Shaul a sugerir que el protoyutoazteca se hablaba en el Zona del Valle Central de California, y formaba parte de una antigua área lingüística californiana. Otra propuesta reciente, Simon J. Greenhill et al. (2023), propone una región que abarca el extremo sur de California y N. de México, encontrando que la agricultura se habría desarrollado ampliamente sólo después de la división entre lenguas utoaztecas septentrionales y meridionales, ya que los términos agrícolas solo parecen ser comunes para las lenguas meridionales.

### Dialectología y variantes
No es posible reconstruir las variaciones internas en la lengua, pero parece razonable que pronto apareció una diferencia entre el protoyutoazteca septentrional y el proto-azteca meridional:
- Del primero evolucionaron las lenguas habladas actualmente en Estados Unidos, que conforman los subgrupos tákico y númico, así como las lenguas tübatulabal y hopi que si bien constituyen dos ramas independientes en general tienen algo más de cercanía con las lenguas tákicas del sur de California.

- Del segundo evolucionaron el resto de ramas, la mayor parte habladas exclusivamente en México, excepto el pima alto o pápago que se habla en ambos países. Del protoyutoazteca meridional evolucionaron los subgrupos taracahita, tepimano, corachol y nahua.

### Parentescos externos
No existen parentescos demostrados del protoyutoazteca con ninguna lengua fuera de la familia yutoazteca, aunque se ha apuntado a que existen algunas similitudes de vocabulario y fonológicas con las familia kiowa-tanoana o la yokutsana, éstas podrían deberse a un contacto lingüístico y no necesariamente a una relación filogenética profunda.

## Descripción lingüística

### Fonología
El inventario consonántico del protoyutoazteca es relativamente simple, no usa contrastes de sonoridad, aspiración u otros mecanismos de fonación complejos. Las obstruyentes no nasales son siempre sordas, y las aproximantes y sonorantes son siempre sonaras. El inventario reconstruido es el siguiente:
|           | bilabial | coronal | palatal | velar | labio- velar | glotal |
| --------- | -------- | ------- | ------- | ----- | ------------ | ------ |
| oclusiva  | *p       | *t      |         | *k    | *kʷ          | *ʔ     |
| africada  |          | *ʦ      |         |       |              |        |
| fricativa |          | *s      |         |       |              | *h     |
| nasal     | *m       | *n      |         | *ŋ    |              |        |
| vibrante  |          | *r      |         |       |              |        |
| semivocal |          |         | *j      |       | *w           |        |

- n y *ŋ pueden haber dado *l y *n, respectivamente.

En cuanto a las vocales el protoyutoazteca habría tenido cinco vocales breves y cinco vocales largas:
|         | Anterior | Central | Posterior |
| ------- | -------- | ------- | --------- |
| Cerrada | *i, *ī   | *i, *ī  | *u, *ū    |
| Abierta |          | *a, *ā  | *o, *ō    |

### Morfosintaxis
Las lenguas yutoaztecas tienden a ser lenguas aglutinantes y esta situación parece remontarse al protoyutoazteca que es una lengua flexiva, con una flexión limitada en el nombre y el adjetivo, pero más extensa en el verbo y los pronombres. En cuanto al orden sintático la mayor parte de lenguas modernas tienen orden SOV y éste podría haber sido también el caso del protoyutoazteca.